# Чороју Ноу (Долж)
Чороју Ноу (рум. Cioroiu Nou) насеље је у Румунији у округу Долж у општини Чоројаши. Oпштина се налази на надморској висини од 64 m.

## Становништво
Према подацима из 2002. године у насељу је живело 660 становника, од којих су сви румунске националности.